# William Thomi
William Thomi (* 2. Juni 1898 in Chevroux, Kanton Waadt; † 4. März 1950 in Tavel-sur-Clarens) war ein französischsprachiger Schweizer Schriftsteller.

## Leben
William Thomi arbeitete als Lehrer in Panex-sur-Ollon (1920–24), dann in Clarens (1924–50). Nebenbei verfasste er Romane und Erzählungen, auch spielte er in Theateraufführungen mit und schuf selber Historiendramen und Komödien.
Thomi starb in Tavel-sur-Clarens in der damaligen Gemeinde Le Châtelard VD. Mit dem 1950 erstmals verliehenen Preis der Waadtländer Schriftsteller wurde er postum ausgezeichnet.

## Auszeichnungen
- 1950: Prix des écrivains vaudois

## Werke

### Prosa
- La Chaloupe dorée. Roman. Attinger, Neuenburg um 1935; Neuausgabe 1975; als Digitalisat 2022.
  - Das Zauberboot. Roman. Deutsch von Joachim Barckhausen. Schützen-Verlag, Berlin 1936.
- La petite pension de montagne. Roman. Attinger, Neuenburg 1937.
- Le petit gars du maquis. OSL, Zürich 1945.
- Une semaine en radeau. OSL, Zürich 1950.
- Le Lac de Neuchâtel. Griffon, Neuenburg 1950.

### Theater
- Le Raisin mûr, 1937
- Flammes, ou aux temps du Grütli, 1941
- Joie des femmes, 1941
- Combats, 1941
- La Voile de feu, 1947
  - Feuer auf den Bergen, Deutsch von Werner Johannes Guggenheim
- Printemps, 1953